# Luis Fernando Mosquera
Luis Fernando Mosquera Alomia, mais conhecido como Luis Fernando Mosquera (Buenaventura, 17 de agosto de 1986), é um futebolista colombiano que atua como meia. Atualmente, joga pelo Atlético Nacional.

## Carreira
Luis Fernando Mosquera começou a carreira fora de seu país jogando pelo Huracán Buceo do Uruguai em 2004. Em 2005, voltou ao seu país para jogar pelo Deportes Quindío, onde ficou até 2007, sendo contratado pelo Santa Fe em 2008. No Santa Fe ficou até maio de 2009, quando foi emprestado ao Independiente Medellín, em 25 de junho. Na temporada de 2010, Luis Fernando Mosquera voltou novamente a sair de seu país, quando foi emprestado ao Jaguares de Chiapas do México. Ainda em 2010, foi novamente emprestado ao Independiente Medellín, ficando até 2011, para no ano seguinte, 2012, se transferir para o Atlético Nacional.

## Seleção nacional
Em 2008, quando jogava pelo Santa Fe, Luis Fernando Mosquera foi convocado pela primeira vez para a Seleção Colombiana.

## Estatísticas
Até 10 de abril de 2012.

### Clubes
| Clube             | Temporada         | Campeonato nacional | Campeonato nacional | Copa nacional[a] | Copa nacional[a] | Competições continentais[b] | Competições continentais[b] | Outros torneios[c] | Outros torneios[c] | Total | Total |
| Clube             | Temporada         | Jogos               | Gols                | Jogos            | Gols             | Jogos                       | Gols                        | Jogos              | Gols               | Jogos | Gols  |
| ----------------- | ----------------- | ------------------- | ------------------- | ---------------- | ---------------- | --------------------------- | --------------------------- | ------------------ | ------------------ | ----- | ----- |
| Atlético Nacional | 2012              | 8                   | 2                   | 0                | 0                | 4                           | 3                           | 0                  | 0                  | 11    | 5     |
| Atlético Nacional | Total             | 8                   | 2                   | 0                | 0                | 4                           | 3                           | 0                  | 0                  | 11    | 5     |
| Total na carreira | Total na carreira | 8                   | 2                   | 0                | 0                | 4                           | 3                           | 0                  | 0                  | 11    | 5     |

- a. ^ Jogos da Copa Colômbia
- b. ^ Jogos da Copa Libertadores
- c. ^ Jogos do Jogo amistoso

## Títulos
Independiente Medellín
- Torneo Finalización: 2009